# Fagonia spinosissima
Fagonia spinosissima là một loài thực vật có hoa trong họ Zygophyllaceae. Loài này được Blatt. & Hallb miêu tả khoa học đầu tiên năm 1919.